# 畢淑敏
畢 淑敏（ひつ しゅくびん、1952年10月 - ）は、中華人民共和国の小説家。代表作に小説『紅処方』『血玲瓏』『拯救乳房』『女心理師』。

## 略歴
原籍は山東省文登県で、1952年10月に新疆ウイグル自治区イリ・カザフ自治州グルジャ市に生まれた。
1969年3月、中国人民解放軍に入隊。以後、衛生員、助理軍医、軍医を歴任した。
1980年に北京市に転職し、北京銅工場の主治医、衛生所所長、中国非鉄金属工業総公司の研究室の専門作家となる。
1989年に中国作家協会に加入し会員となる。
1991年、北京師範大学研究生院中文系を卒業。

## 作品

### 長篇小説
- 『紅処方』
- 『血玲瓏』
- 『拯救乳房』
- 『女心理師』

### 中短篇小説集
- 『昆侖殤』
- 『女人之約』
- 『預約死亡』

### 散文集
- 『婚姻鞋』
- 『素面朝天』
- 『保持驚奇』
- 『提醒幸福』
- 『非洲三万里』
- 『南極之南』. 湖南省長沙市: 湖南文芸出版社. (2018). ISBN 9787540487638
- 『破冰北極点』. 湖南省長沙市: 湖南文芸出版社. (2017). ISBN 9787540481735

### その他
- 『白楊木鼻子』
- 『畢淑敏文集』（共10卷）

## 受賞歴
- 『不會変形的金剛』、第4回『小説月報』百花文学賞
- 『女人之約』、第4回青年文学賞、第5回『小説月報』百花文学賞
- 『紫色人形』、第16回台湾『聯合報』文学賞
- 『昆侖殤』、第4回昆侖文学賞
- 『生生不已』、当代文学賞、人民文学出版社炎黄賞
- 『補天石』、北京慶祝建国40周年文学作品賞
- 『預約死亡』、北京慶祝建国45周年文学作品賞、第六回『小説月報』百花文学賞
- 『素面朝天』、第5回全国報紙副刊一等賞
- 『原始股』、第7回『小説月報』百花文学賞
- 『紅處方』、全国人口賞、北京市第一回文芸大賞
- 『翻漿』、第17回台湾『中国時報』文学賞